# 4000 Hipparchus
A 4000 Hipparchus (ideiglenes jelöléssel 1989 AV) a Naprendszer kisbolygóövében található aszteroida. Ueda Szeidzsi és Kaneda Hirosi fedezte fel 1989. január 4-én.